# Poterna

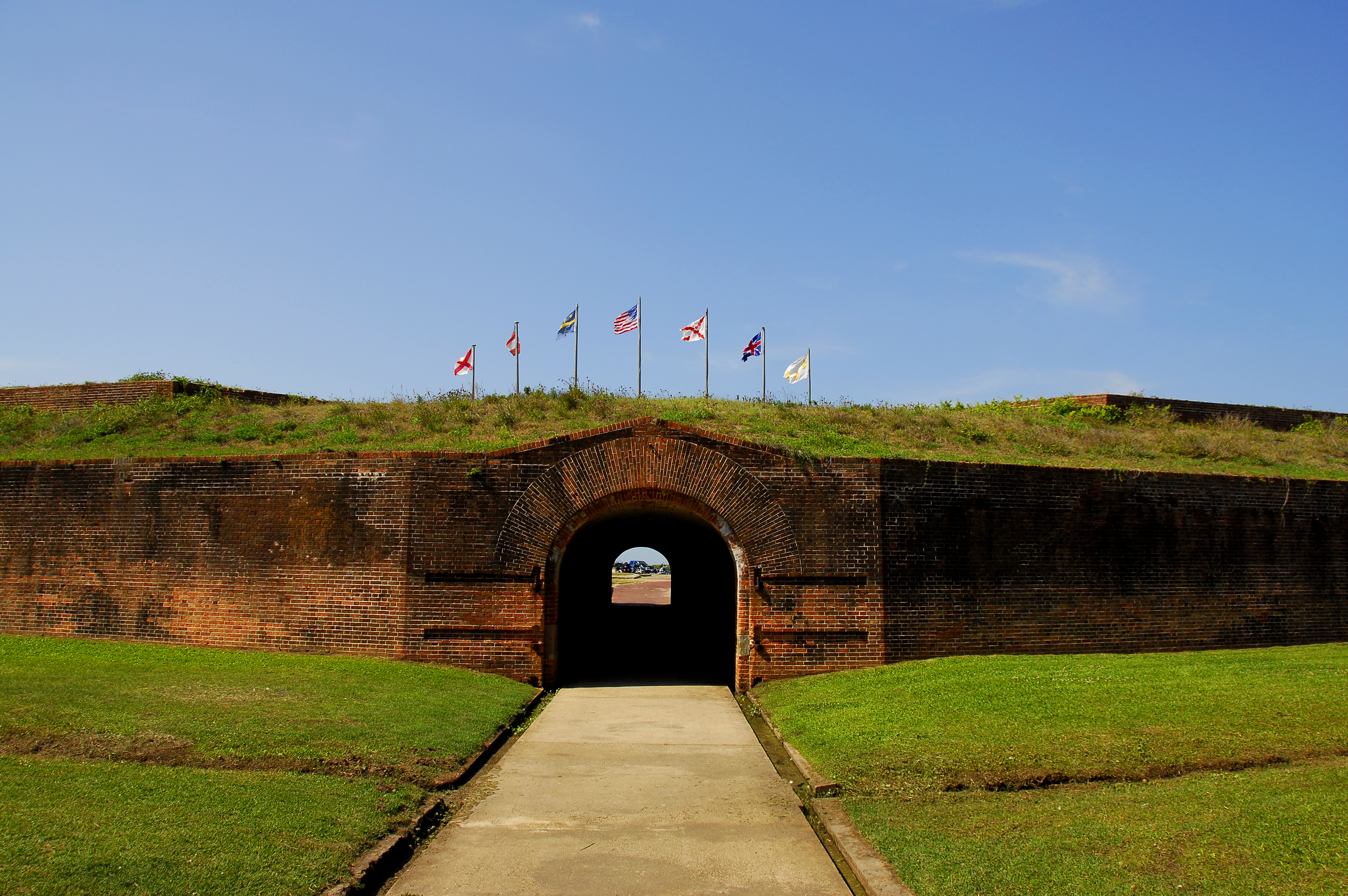
Poterna ve Fort Morgan, Alabama, USA

Poterna je většinou podzemní chodba, spojující šíjové kasárny s hlavním úkrytem a kaponiérami.
Slovo „poterna“ pochází z francouzštiny a znamená „tajná výpadová branka pevnosti“. V pevnostním stavitelství se můžeme setkat s různým využitím poterny. V praxi byla poterna uzavírána mřížovými, či dřevěnými vraty.